# Knitterverhalten
Textilien weisen nach nicht beabsichtigten Faltbeanspruchungen bei der Herstellung und im Gebrauch Knitter auf, die das Aussehen der Ware erheblich beeinträchtigen. Das Knitterverhalten ist vom biegeelastischen Anteil der Formänderungsarbeit abhängig. Einen unmittelbaren Einfluss auf die Gebrauchseigenschaften haben die Knitter allerdings nicht.
Vorrangig interessiert die Knitterneigung der textilen Flächengebilde, auf die neben dem Biegemodul der Fasern die textile Konstruktion (Bindungsart, Fadendichte usw.) Einfluss nimmt, Erzeugnisse aus Wolle und Synthesefasern knittern wenig, Maschenwaren weniger als Gewebe, Textilien aus Texturgarnen weniger als aus glatten Garnen.
Die Knitterneigung eines textilen Flächengebildes ist durch das mehr oder weniger ausgeprägte Bestehenbleiben von ungewollten Knitterfalten in der Fläche unmittelbar nach dem Entfernen einer Knitterfalten bildenden Belastung charakterisiert, kann aber nicht unmittelbar durch eine Kenngröße angegeben werden.
Als Knitterwiderstand (veraltet: Knitterfestigkeit) bezeichnet man die der Knitterfaltenbildung entgegenwirkende Kraft, die die Knittererholung herbeiführt und in zwei Phasen verläuft: der sofortigen Rückfederung und der verzögert-elastischen Rückbildung der Knitterfalte. Für die Bestimmung der Knittererholung hat sich das Knittererholungswinkelmessverfahren, wie es in DIN EN ISO 2313-1:2021-09 bzw. DIN EN ISO 23-2:2021 beschrieben wird, durchgesetzt. Dabei wird üblicherweise eine streifenförmige Messprobe von 20 mm × 50 mm benutzt, die sowohl in Längs- als auch Querrichtung dem textilen Flächengebilde entnommen wird. Anschließend wird die Messprobe auf der Knittermessbank mit einer Schenkellänge von 10 mm umgefaltet und mit 1 kg 30 Minuten lang belastet. Nach der Entlastung springt der umgelegte Schenkel auf. Der Knittererholungswinkel bildet sich zwischen aufliegendem und hochstehendem Schenkel aus. Ein Winkel von 140 bis 150° gilt als sehr gut, die Textilie kann als knitterarme bezeichnet werden.
Vor allem für Gewebe aus cellulosischen Fasern werden Knitterarm-Ausrüstungen zur Verbesserung der Knittererholung eingesetzt. Für eine hohe Trockenknitterfestigkeit genügen Kunstharzeinlagerungen und eine geringe Vernetzung des lamellaren und interlamellaren Bereichs dieser Fasern. Für eine hohe Naßknittererholung ist vor allem eine Quervernetzung der Cellulosketten erforderlich, das durch Bildung von Oxy- bzw. Polyoxymethylenbrücken erfolgt.
Als Knitteroptik wird das als modischer Effekt gewollte verknitterte, faltige Warenbild bezeichnet. Das wird zum Beispiel durch das Gaufrieren hervorgerufen.